# Yegórievsk
Egórievsk (en ruso: Его́рьевск) es una localidad del óblast de Moscú, en Rusia. Está ubicada a la orilla derecha del río Gúslitsa, a 114 km al sureste de Moscú. Cuenta con una población de 71 000 habitantes (2025).
La versión más aceptada es que el nombre de la localidad surgió en honor a San Jorge.

## Historia
La localidad era conocida desde 1462 como la aldea de Vysókoye (Высо́кое; literalmente Alto).  Posteriormente, se renombró como Grigóriev. Como parte de la gobernación de Riazán, obtuvo su actual nombre y  alcanzó el estatus de ciudad en 1778. Desde 1847 se convirtió en un centro industrial del algodón y experimentó un impulso económico gracias a la construcción de la línea ferroviaria Egórievsk-Voskresensk. En 1922, la ciudad fue trasladada a la gobernación de Moscú, ente administrativo que actualmente es el óblast de Moscú.

## Evolución demográfica
| Censo | 1860 | 1889 | 1897 | 1926 | 1939 | 1959 | 1962 | 1967 | 1970 | 1973 | 1976 | 1979 | 1982 |
| ----- | ---- | ---- | ---- | ---- | ---- | ---- | ---- | ---- | ---- | ---- | ---- | ---- | ---- |
| Pob.  | 4,7  | 6,6  | 19,2 | 29,7 | 56   | 59,8 | 61   | 64   | 67,2 | 70   | 71   | 72,2 | 73   |

| Censo | 1986 | 1989 | 1992 | 1996 | 1998 | 2000 | 2001 | 2003 | 2005 | 2006 | 2007 | 2008 | 2010 |
| ----- | ---- | ---- | ---- | ---- | ---- | ---- | ---- | ---- | ---- | ---- | ---- | ---- | ---- |
| Pob.  | 85,2 | 73,9 | 74,2 | 73,7 | 73,2 | 72,7 | 72,4 | 68,3 | 67,5 | 67   | 67   | 66,8 | 66,9 |

## Lugares de interés
Conserva muchos edificios históricos de los siglos XVIII y XIX, y su museo local expone artefactos y obras artísticas de la Edad Media.

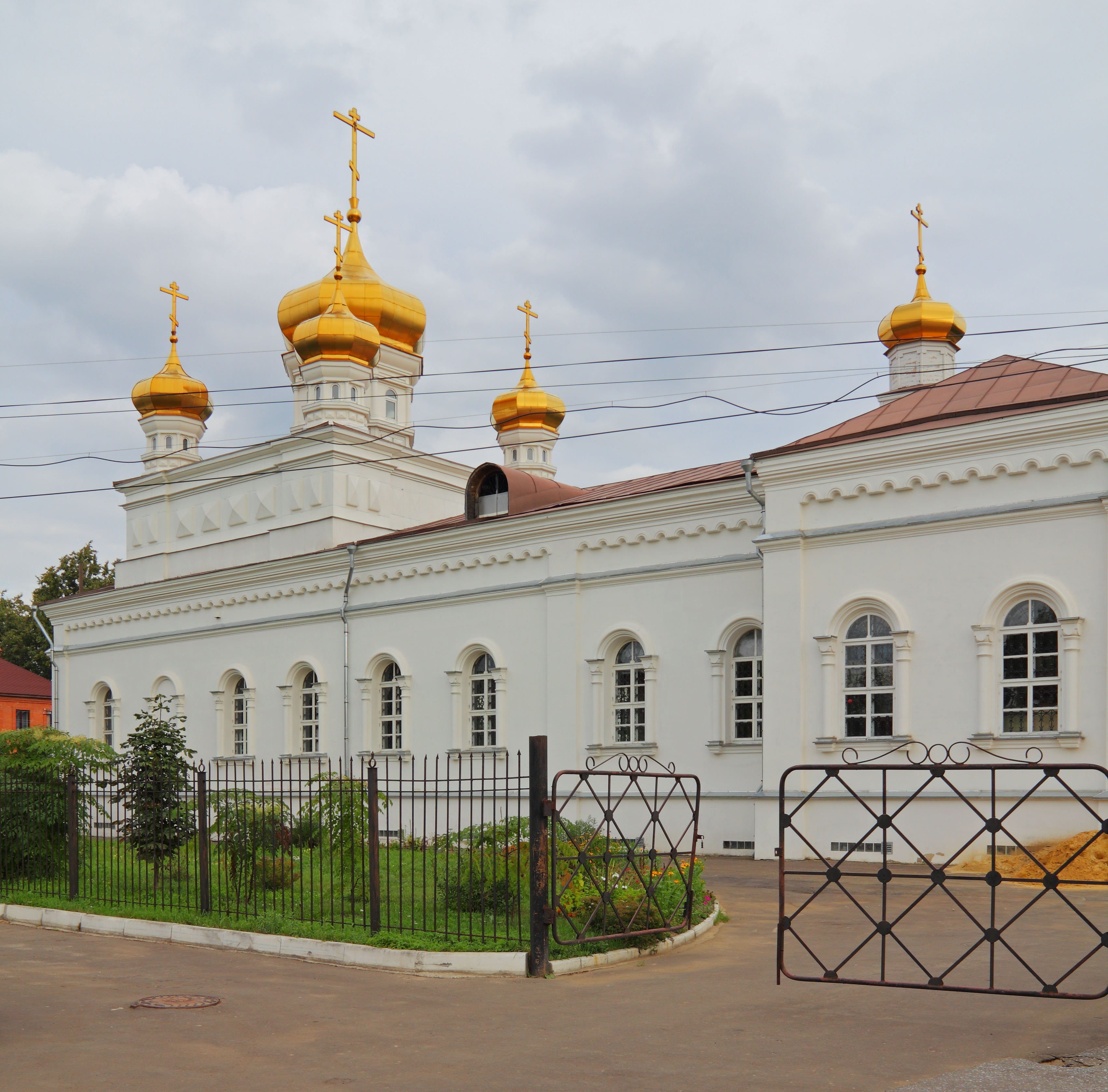
Iglesia de San Jorge (1887).

## Transporte
Cuenta con dos estaciones del Gran Anillo de Ferrocarriles de Moscú: Egórievsk 1 y Egórievsk 2. Además, posee una plataforma de comunicación con la estación Kurovskaya del ferrocarril Moscú-Kazán.
Igualmente, dispone de una estación terminal de autobuses.

## Ciudades hermanadas
- Pirdop, Bulgaria.
- Mazyr, Bielorrusia.
- Zhuji, China.
- Zghurivka, Ucrania.